# Pelym
Le Pelym (en russe : Пелым) ou Bolchoï Pelym (russe : Большой Пелым), est une rivière de Russie, qui coule dans le nord de l'oblast de Sverdlovsk. C'est un important affluent en rive gauche de la Tavda, donc un sous-affluent de l'Ob, par la Tavda, la Tobol puis l'Irtych.

## Géographie
Le Pelym prend naissance sur le versant oriental de l'Oural septentrional. Après sa naissance, il coule globalement en direction du sud-sud-est dans des zones de la plaine de Sibérie occidentale couvertes de forêts. 

Il finit par se jeter dans la Tavda en rive gauche.
Le Pelym a une longueur de 707 km. Son bassin versant compte 15 200 km².

## Gel - Navigabilité
Le Pelym est pris par les glaces depuis la fin du mois d'octobre jusqu'au mois d'avril.
Dans son cours inférieur, il est navigable sur 245 kilomètres.